# NIAGARA MOON
『NIAGARA MOON』（ナイアガラ・ムーン）は、1975年5月30日に発売された大滝詠一通算2作目のスタジオ・アルバム。

## 解説
ナイアガラ・レーベルで発表した最初のソロアルバム。ソロとしては約2年ぶりの新作で、エレックレコードから販売。1986年6月1日に初CD化された。
このアルバムを制作するに至ったのは、ファースト・ソロ・アルバム『大瀧詠一』を細野晴臣に「中途半端」と指摘されたことがきっかけである。アルバム『大瀧詠一』ははっぴいえんどの流れを汲んだメロディー・タイプの楽曲と、ナイアガラの諸作品で聴かれるノベルティ・タイプの楽曲が混在しており、それを「どちらかに徹底したほうがいい」と言われ、メロディー・タイプに徹底すると、そのまま“はっぴいえんど”になってしまうため、本作ではノベルティ・タイプに徹底することにした。以後三年間、ナイアガラ・レーベルではノベルティ・タイプの作品を数多くリリースすることとなる。
レコーディング初期ではかまやつひろしに提供した「お先にどうぞ」のセルフカバーを収録する案があり、ライブでも披露されていたが結局、未発表となっている。
オープニング約20秒程の滝のSEはナイアガラの滝をイメージしたもので、当時制作を手伝っていた山下達郎が長野県の白糸の滝まで中央高速を車で飛ばして録音してきたもの。この時に録音された山下の声は30周年記念盤収録曲「NIAGARA MOON」のエンディングで聞くことが出来る。
1981年ソニー盤LP、1986年CDを除き、オリジナルから現行盤に至るまで多羅尾伴内の解説がつけられている。
1986年に初CD化された際、他の第1期ナイアガラ作品群は殆どのアルバムが第2期ナイアガラ作品でエンジニアを務めた吉田保によるリミックスでの再発となる中、『NIAGARA MOON』はリミックスされずオリジナルマスターからCD化されている。

## パッケージ、アートワーク
アルバムの帯には以下のキャッチコピーが記載されている。
裏ジャケットの大滝の写真は盤が代わるたびに撮り直されており、この撮影のためだけに当時の服もそのままにされていた。ただし、1986年の初CD化の際は、1981年にCBSソニーからリリースされた時の写真が使われた（1995年盤：石嶋宏治 and 田辺章男、30周年記念盤：湯浅学）。

## 収録曲

### SIDE 1
1. ナイアガラ・ムーン
  - 作詞・作曲 / 大瀧詠一
  - 007の『ロシアより愛をこめて』を見ていて突然浮かんだという曲。大滝は、この曲をこのアルバムに収録するかどうかでかなり悩んだという。1曲もメロディー・タイプの曲がないのではファンの人が驚くだろうな、とは思ったので思案の上、この曲をイントロとエンディングに使ってアルバムごとサンドイッチにしようと思い、この構成になったという[2]。
2. 三文ソング
  - 作詞・作曲 / 大瀧詠一
  - タイトルは、戯曲『三文オペラ』から名付けられた。エンディングの「サッチモォ、アハッ!!」と言っている子供の声は当時まだ2歳だった、息子の大瀧詞巧。
3. 論寒牛男
  - 作詞 / 中山泰、 作曲 / 大瀧詠一
  - 鈴木茂による間奏部およびコーダのギター・ソロについて、大滝は「間奏は最初はスライド・ギターだったんだけど、他の人のダビングをやっているときに茂が福生のコタツの待合室で、一人でいろいろやってたね。で、“スライドじゃなくてこっちでやろうかな”と言い出した。それであのソロ・何じゃこりゃ!って。何回も弾いて、茂は“良いの使って”って帰るわけだけど、コーダでそれを全部使った。あの時の、ハックルバックの準備をしていて、洋行帰りの茂の雰囲気というか勢いが全部出てる。それをプロデューサーとしては活かしたかった。だからどっかでディスコードしてたりとか、そんなことはどうでもいいわけだよ。全部OKにして、ギター6,7チャンネルあるんじゃないですか。後半の凄さというのは、全部オンにしたプロデューサー兼任の笛吹銅次の乱暴なミックスがあったから。ひとつをオフにすると勢いがなくなるような気がして」[3]と答えている。
4. ロックン・ロール・マーチ
作詞・作曲 / 大瀧詠一
5. ハンド・クラッピング・ルンバ
  - 作詞・作曲 / 大瀧詠一
  - 後に音頭調にアレンジされて『LET'S ONDO AGAIN』に「ハンド・クラッピング音頭」として収録された。ティン・パン・アレーが2000年発表のアルバム『Tin Pan』で「Hand Clapping Rhumba 2000」という題でカバー。大滝のヴォーカルはこの曲のマスターから使用されている。このほか、山下達郎は自身の楽曲「ドーナツ・ソング」や「レッツ・ダンス・ベイビー」をコンサートで演奏する際に、この曲のフレーズを挿入することがある。
6. 恋はメレンゲ
  - 作詞・作曲 / 大瀧詠一
  - この曲の制作経緯について、後に大滝は「1973年のCM<ココナツ・コーン>で使った“メレンゲ”のアイデアをようやく使えるというのがありましたね。これは<恋はボサノバ>をパロディにしようってことで。ボサノヴァでおかげで恋に落ちたというストーリーだから、後はそれをメレンゲに置き換えて。原詞にないところを適当に取り入れながらね。“たった一度の…ロマンスで花が咲く”はそのまんまだからね。<恋はボサノバ>の日本語のカバーがあるけれど、それはこういう詞にはなってないんだよ。やっぱりこれは創作なんですな」[4]と答えている。さらに、「それでリズムを録って終わったときに、ポップスにしようということで、ピアニカでチロル民謡を弾いてる。南米のリズムのメレンゲでチロル民謡という、ただのアダプトではないところにナイアガラ色があると。松任谷が弾いてたら、あのリズムの中であのフレーズをやるのはすんごい難しくて。吹いてるうちに息切れするわけ。続かないよ、と。いやー、せっかくなのにもったいないな、と言っていたら矢崎さん（PA機材リース会社の人）がゴムホースとビニール袋を持ってきた。それをピアニカに付けて演奏の間中、ずーっと矢崎さんが吹いてんの。マンタは弾くだけ。ビニール袋がずーっと膨らんでるわけよ。それで“シンナー矢崎”とクレジットした。それが誤植されて“ツンナー矢崎”と。誤植まで入るなよ。説明にならなくなるじゃないかよ。ピアニカがフレーズが長いから息が続かないと。それで矢崎さんが発案したんだもの。顔真っ赤にしてフーフー言ってたよ」[4]という。その経緯を踏まえ、2005年リリースの“30th Anniversary Edition”および2015年リリースの“40th Anniversary Edition”でも、“ツンナー矢崎”とクレジットされている。

### SIDE 2
1. 福生ストラット（パートII）
  - 作詞・作曲 / 大瀧詠一
  - パート2とあるが、出来たのは1より先。後にウルフルズが「大阪ストラット」というタイトルでカバーしている。
2. シャックリ・ママさん
  - 作詞・作曲 / 大瀧詠一
  - 吉田美奈子がこの曲にインスパイアされて「ケッペキにいさん」という曲を発表する。大滝によるとこの楽曲をベースにリズミカルにアレンジし直したものが沢田研二に提供した「あの娘に御用心」であるという（実際に「あの娘に御用心」には本曲のイントロをそのまま使用したセルフカバー版も存在する）。
3. 楽しい夜更し
  - 作詞・作曲 / 大瀧詠一
  - アーニー・ケイドーの1961年のヒット曲「マザー・イン・ロウ」が原曲。BS日テレ『デジタル笑劇研究所』内『epoch TV square』主題歌に使用された（2003年4月 - 2004年9月）。
4. いつも夢中
  - 作詞・作曲 / 大瀧詠一
  - ザ・キング・トーンズをバックコーラスに迎えたアカペラ曲。後にシチズン腕時計コスモトロンCMソングに「ムーチュ」として使われるが、その時は、コーラスもすべて大滝が一人コーラスグループとして名乗っているJack Toneとして担当した再録音バージョン。
5. Cider '73 '74 '75
  - 作詞 / 伊藤アキラ、 作曲 / 多羅尾伴内
  - 三ツ矢サイダーのCMソングとして制作された楽曲。『NIAGARA CM SPECIAL』にも収録。
6. ナイアガラ・ムーンがまた輝けば
  - 作詞・作曲 / 大瀧詠一
  - 後に、2005年公開の映画『イン・ザ・プール』のテーマソング用に、新たにミックスされた（オールタイム・ベスト『Best Always』に収録）。

## クレジット
| DEDICATION（敬称略） | |
| 1-1                  | Mat Monroe, James Bond                                                                                          |
| 1-2                  | 中村勘三郎 |
| 1-3                  | Elvis |
| 1-4                  | Huey Smith, Bill Haley, 郷ひろみ                                                                                |
| 1-5                  | Lincolu Chase, Charles Callelo                                                                                  |
| 1-6                  | Barry Mann, Cynthia Wail, Eydie Gorme                                                                           |
| 2-1                  | 福生市民 |
| 2-2                  | - Buddy Holly, シャックリママさん, - シャックリチビさん                                                         |
| 2-3                  | - Ernie K.Doe, Jr. Parker, Alvin Tyler, - Neil Sedaka, Barry Mann, - Allen Tousaint, ハナ肇とクレージーキャッツ |
| 2-4                  | - Clyde McPhatter & The Drifters, - Four Seasons, Bob Crewe                                                     |
| 2-5                  | - Jackie Wilson, Sam Cooke, Neil Sedaka, - Len Barry, Chiffons, Angels, Carole King                             |

|                    |                                                                 |
| Recording Engineer | 笛吹銅次                                                        |
| Assistant          | - ゲーハ・助川 - ノリ・ノリ “Sleepy eyed”ツージー               |
| Super Helper       | ツンナー・矢崎                                                  |
| Studios            | - 45 Studio, Fussa / CBS SONY, Roppongi - POLYDOR & ONKIO (2-5) |

| Remote Equipment by SCI                                                          |
| Special Thanks to “P”                                                            |
| - Thanks to the Members of the 福生麻雀連盟 - [イチ、ショーチャン、プー、マーボ] |
| Many Thanks to Tin Pan Alley & Sugar Babe                                        |
| Front Cover Design Work Shop Mu!                                                 |
| Back Cover photo 黒田康夫                                                        |
|                                                                                  |

| Agent       | 前島邦昭 |
| Produced by | 大瀧詠一 |

|             |                                                    |
| RHYTHM      |                                                    |
| DR.         | 林立夫、上原裕 (1-1,2,5, 2-3,6)                    |
| Bass        | - 細野晴臣、田中章弘 (2-4)、 - 寺尾次郎 (1-1, 2-6) |
| Guit        | - 鈴木茂、伊藤銀次 (1-5, 2-3,5) - 村松邦男 (2-6)   |
| Piano       | - 佐藤博、 - 松任谷正隆 (1-1,2,4,6, 2-5,6)         |
| Pedal-Steel | 駒沢裕城 (1-1, 2-6)                                |
|             |                                                    |
| HORNS       |                                                    |
| Tenner      | 稲垣次郎、荒川達彦、村岡健 (2-5)                   |
| Baritone    | 砂原俊三                                           |
| Alto        | 岡崎資夫                                           |
| Clarinet    | 清水万紀夫                                         |

|                                                                           |
| VOICES                                                                    |
| Kingtones (1-6, 2-5)                                                      |
| 瑞穂リトル・リーグ（クマ、ターボー、ユカリ、ギンジ、スケガワ） (1-4, 2-1) |
| Singers 3 & Sugar Babe & 岡村宏一 (2-5)                                   |
|                                                                           |
| Strings Arrangement on ‟NIAGARA MOON” 山下達郎                            |
| “Niagara” Sound Creators 山下、助川、荻原、前島 at Niagara, Canada!       |
| Arranged by 多羅尾伴内                                                    |
| Horns & Strings Arranged by 多羅尾伴内 & 山下達郎                         |

## CD選書シリーズ

### 解説
1995年3月24日にファースト・ソロアルバム『大瀧詠一』と、ナイアガラ・レーベルからリリースされた『NIAGARA CM SPECIAL』『NIAGARA TRIANGLE Vol.1』とともにオリジナル・マスターおよび、ボーナス・トラック付きで再発された。

### 収録曲
1. NIAGARA MOON  –  (1:15)
2. 三文ソング  –  (2:04)
3. 論寒牛男  –  (2:15)
4. ROCK'N' ROLL MARCH  –  (2:05)
5. HAND CLAPPING RHUMBA  –  (3:03)
6. BLAME IT ON THE MERENGUES  –  (1:38)
7. FUSSA STRUT (PART II)  –  (3:14)
8. シャックリ・ママさん  –  (2:23)
9. 楽しい夜更し  –  (2:13)
10. 君に夢中  –  (1:53)
11. CIDER '73 '74 '75  –  (2:48)
12. WHEN MY NIAGARA MOON TURNS TO GOLD AGAIN  –  (3:14)
13. 福生ストラット(PART II)（スタジオ・ライヴ）  –  (3:44)
M13-17は1976年、『NIAGARA TRIANGLE Vol.1』制作中にそれのプロモーション・フィルムを作る話が持ち上がり、2月20日に福生45スタジオで収録されたスタジオ・ライブの音源。メンバーはドラム・上原裕、ベース・寺尾次郎、ギター・伊藤銀次 & 村松邦男、スティール・駒沢裕城、ピアノ・坂本龍一。「福生ストラット」は、後半が青梅線巡りに歌詞が変更されている。
14. あの娘に御用心（スタジオ・ライヴ）  –  (2:36)
シャックリ・ママさん・バージョン。沢田研二のオリジナルバージョンに近いアレンジ。
15. 楽しい夜更し（スタジオ・ライヴ）  –  (2:14)
ラジオ関東で始まっていたラジオ番組「ゴー・ゴー・ナイアガラ」のDJスタイルが披露されている。
16. ハンド・クラッピング・ルンバ（スタジオ・ライヴ）  –  (2:39)
歌詞がリニューアルされている。
17. 恋はメレンゲ（スタジオ・ライヴ）  –  (1:48)
当時のコンサートでは、この曲がいつも最後に歌われていた。
18. NIAGARA MOON  –  (2:53)
アルバム『DEBUT』収録のリミックス・ヴァージョン。フィル・スペクターのステレオ・ミックスを模して、オケとストリングスが左右に分けられている。

## 30th Anniversary Edition

### 解説
2005年3月21日に大瀧自身によるリマスタリングで発売された30周年記念盤。初回盤は銀蒸着CDとして制作されたが、エンジニア笛吹銅次の意に沿わない音質であったため、大瀧は通常盤も併せて聴いて欲しいという。

### 収録曲
1. ナイアガラ・ムーン  –  (1:15)
2. 三文ソング  –  (2:01)
3. 論寒牛男  –  (2:12)
4. ロックン・ロール・マーチ  –  (2:01)
5. ハンド・クラッピング・ルンバ  –  (3:01)
6. 恋はメレンゲ  –  (1:37)
7. 福生ストラット（パートII）  –  (3:14)
8. シャックリ・ママさん  –  (2:19)
9. 楽しい夜更し  –  (2:11)
10. いつもに夢中  –  (1:51)
11. CIDER '73 '74 '75  –  (2:47)
12. ナイアガラ・ムーンがまた輝けば  –  (3:18)
<Bonus Tracks>
13. 三文ソング (1st Version)  –  (1:43)
14. 三文ソング (2nd Version)  –  (2:07)
エンディングの「サッチモォ アハッ!!」の声がオリジナルとは違い、実の息子に加え男性の声も混じっている。これは、息子の遊び相手になっていたアシスタントエンジニアの助川健（G.H.助川）である。大滝は、この声を入れた理由についてセルフライナーノーツで「彼への追悼の意味込めて入れた」と書いている。
15. 論寒牛男  –  (3:01)
16. ロックン・ロール・マーチ (Take 1)(Take 2)  –  (4:45)
17. ハンド・クラッピング・ルンバ  –  (3:15)
18. 恋はメレンゲ  –  (2:20)
当初、イントロはC→G→C→Gだったが、細野がC→G→G→Cと弾いて「あっ、間違えちゃった」と喋る声が収録されている。大瀧の意向で、最終的にはイントロで細野の間違いが採用されている。
19. 福生ストラット（パート II）  –  (3:35)
20. シャックリ・ママさん  –  (3:06)
21. 楽しい夜更し  –  (2:15)
22. いつも夢中  –  (0:25)
23. 朝からゴキゲン  –  (3:31)
タイトルは、当初制作が予定されていた先行シングル曲のタイトルとして使用される予定だった物で、エレックレコードの1976年度の販売目録にはナイアガラ・レーベルのシングルとして、1975年8月1日発売、A面は「朝からゴキゲン」、B面は「フッサ ストラント パート1」（ストラントはストラットの誤植）、規格番号はNAS-002と掲載され、このシングルは実際には未発売であったにも拘らず発売された事になっていた。後に詞を付けた物が「クリネックス・ティシュー」のCMソングとして使われた。
24. ジダンダ (unissued)  –  (2:34)
未発表曲で今回初CD化。
25. 夜の散歩道  –  (2:58)
『NIAGARA TRIANGLE Vol.1』収録の「夜明け前の浜辺」のメロディーが付く前のもの。
26. NIAGARA MOON  –  (3:10)
<ナイアガラ・ムーンがまた輝けば>のオケを流用したインストで、フェードアウト直前に山下達郎の声が収録されている。発売前の新春放談収録時に山下から「滝の音を録音したときのテープに僕の声が残ってたよね?」と言われた大滝は「なんか無くしたらしいよ」と嘘をついてごまかした。アルバム発売後、大滝は「聴いたよ。どうせこんなことだろうと思ったよ」というメールを山下から受け取った。

#### スタッフ
| PRODUCER : 大瀧詠一                |
| ARRANGER : 多羅尾伴内              |
| STRINGS ARRANGEMENT by 山下達郎    |
| ENGINEER : 笛吹銅次                |
| STUDIO : 45 studio, Fussa          |
| REMOTE EQUIPMENT by SCI            |
| FRONT COVER DESIGN by Work Shop Mu |
| BACK COVER PHOTO by : 湯浅学       |

| ASSISTANTS : | - G.H 助川, Sleepy eyed ツージー, - “P”さん |

| SUPER HELPER : シンナー・矢崎 |
| AGENT : ヒネ・前島            |
| SOUND OF “NIAGARA FALL”       |

|  | recorded by クマ, ヒネ, カツキ, ゲーハー |

| 福生麻雀連盟 : イチ, ショーチャン, プー, マーボ |

|          | |
| RHYTHM : | |
|          | - 細野晴臣, 鈴木茂, 林立夫, 上原裕, 佐藤博 - and - 松任谷正隆, 駒沢裕城, 村松邦男, - 寺尾次郎, 田中章弘, 南部半九郎 |
|          | |
| HORNS :  | |
|          | - 稲垣次郎Section - 稲垣次郎, 荒川達彦, 砂原俊三, 岡崎資夫, 清水万紀夫 - and - 村岡健                               |
|          | |
| VOICES : | |
|          | - Kingtones - 瑞穂リトル・リーグ - クマ, ターボー, ユカリ, ギンジ, ゲーハー - Singers Three and Sugar Babe          |

| (1) ナイアガラ・ムーン                |                                         |
| drums :                               | 上原裕                                  |
| bass :                                | 寺尾次郎                                |
| guitar :                              | 村松邦男                                |
| steel :                               | 駒沢裕城                                |
| rhythm box :                          | Guyatone                                |
| (overdub)                             |                                         |
| strings :                             | unknown                                 |
| piano :                               | 松任谷正隆                              |
|                                       |                                         |
| (2) 三文ソング                        |                                         |
| drums :                               | 上原裕                                  |
| bass :                                | 細野晴臣                                |
| guitar :                              | 伊藤銀次                                |
| piano :                               | 佐藤博                                  |
| (overdub)                             |                                         |
| horns :                               | 稲垣セクション                          |
| piano :                               | 松任谷正隆                              |
| chorus :                              | each & kuma                             |
| Satchimo-Voice :                      | chibi-chan                              |
|                                       |                                         |
| (3) 論寒牛男                          |                                         |
| drums :                               | 林立夫                                  |
| bass :                                | 細野晴臣                                |
| guitar :                              | 鈴木茂                                  |
| piano :                               | 佐藤博                                  |
| (overdub)                             |                                         |
| piano :                               | 松任谷正隆                              |
|                                       |                                         |
| (4) ロックン・ロール・マーチ          |                                         |
| drums :                               | 林立夫                                  |
| bass :                                | 細野晴臣                                |
| guitar :                              | 鈴木茂                                  |
| piano :                               | 佐藤博                                  |
| (overdub)                             |                                         |
| horns :                               | 稲垣セクション                          |
| piano :                               | 松任谷正隆                              |
| brass band :                          | 福生45鼓笛隊                            |
| chorus :                              | 瑞穂リトル・リーグ                      |
|                                       |                                         |
| (5) ハンド・クラッピング・ルンバ      |                                         |
| drums :                               | 上原裕                                  |
| bass :                                | 細野晴臣                                |
| guitar :                              | 伊藤銀次                                |
| piano :                               | 佐藤博                                  |
| (overdub)                             |                                         |
| horns :                               | 稲垣セクション                          |
| percussions :                         | 南部半九郎                              |
|                                       |                                         |
| (6) 恋はメレンゲ                      |                                         |
| drums :                               | 林立夫                                  |
| bass :                                | 細野晴臣                                |
| guitar :                              | 鈴木茂                                  |
| piano :                               | 佐藤博                                  |
| (overdub)                             |                                         |
| horns :                               | 稲垣セクション                          |
| pianica, banjo, organ :               | 松任谷正隆                              |
| pianica helper :                      | ツンナー矢崎                            |
| percussions :                         | 南部半九郎                              |
| chorus :                              | ザ・キングトーンズ                      |
|                                       |                                         |
| (7) 福生ストラット（パートII）        |                                         |
| drums :                               | 林立夫                                  |
| bass :                                | 細野晴臣                                |
| guitar :                              | 鈴木茂                                  |
| piano :                               | 佐藤博                                  |
| (overdub)                             |                                         |
| horns :                               | 稲垣セクション                          |
| percussions :                         | 南部半九郎                              |
| nirimomao-chorus :                    | 横田基地GUYS                            |
| jungle-chorus :                       | jacktones                               |
|                                       |                                         |
| (8) シャックリ・ママさん              |                                         |
| drums :                               | 林立夫                                  |
| bass :                                | 細野晴臣                                |
| guitar :                              | 鈴木茂                                  |
| wurlitzer :                           | 佐藤博                                  |
|                                       |                                         |
| (9) 楽しい夜更し                      |                                         |
| drums :                               | 上原裕                                  |
| bass :                                | 細野晴臣                                |
| guitar :                              | 伊藤銀次                                |
| piano :                               | 佐藤博                                  |
| (overdub)                             |                                         |
| horns :                               | 稲垣セクション                          |
| chorus :                              | 多羅尾 & Chelsea                        |
|                                       |                                         |
| (10) いつも夢中                       |                                         |
| chorus :                              | ザ・キングトーンズ                      |
|                                       |                                         |
| (11) Cider メドレー                   |                                         |
| 73年ロング・ヴァージョン              |                                         |
| recorded at polydor studio            |                                         |
| drums :                               | 林立夫                                  |
| bass :                                | 細野晴臣                                |
| guitar :                              | 伊藤銀次                                |
| piano :                               | 松任谷正隆                              |
| (overdub)                             |                                         |
| horns :                               | 稲垣セクション                          |
| bass voice :                          | 岡村宏一                                |
| chorus :                              | singers 3 & sugar babe                  |
| 74年リミックス・ヴァージョン          |                                         |
| recorded at polydor studio            |                                         |
| drums :                               | 林立夫                                  |
| bass :                                | 細野晴臣                                |
| guitar :                              | 伊藤銀次                                |
| piano :                               | 松任谷正隆                              |
| (overdub)                             |                                         |
| horns :                               | 稲垣セクション                          |
| percussions :                         | 南部半九郎                              |
| chorus :                              | singers 3 & sugar babe                  |
| 75年リミックス・ヴァージョン          |                                         |
| recorded at ONKIO HAUS                |                                         |
| drums :                               | 林立夫                                  |
| bass :                                | 細野晴臣                                |
| guitar :                              | 伊藤銀次                                |
| piano :                               | 松任谷正隆                              |
| (overdub)                             |                                         |
| horns :                               | 稲垣セクション                          |
| sax :                                 | 村岡健                                  |
| banjo :                               | 松任谷正隆                              |
| chorus :                              | 吉田美奈子 & sugar babe                 |
| Chorus :                              | Singers 3                               |
|                                       |                                         |
| «Bonus Tracks»                        |                                         |
| (1) 三文ソング (1st Version)          |                                         |
| drums :                               | 上原裕                                  |
| bass :                                | 細野晴臣                                |
| guitar :                              | 伊藤銀次                                |
| piano :                               | 佐藤博                                  |
|                                       |                                         |
| (2) 三文ソング (2nd Version)          |                                         |
| drums :                               | 上原裕                                  |
| bass :                                | 細野晴臣                                |
| guitar :                              | 伊藤銀次                                |
| piano :                               | 佐藤博                                  |
| (overdub)                             |                                         |
| horns :                               | 稲垣セクション                          |
| piano :                               | 松任谷正隆                              |
| chorus :                              | each & kuma                             |
| Satchimo-Voice :                      | chibi-chan with 助川健                  |
|                                       |                                         |
| (3) 論寒牛男                          |                                         |
| drums :                               | 林立夫                                  |
| bass :                                | 細野晴臣                                |
| guitar :                              | 鈴木茂                                  |
| piano :                               | 佐藤博                                  |
| (overdub)                             |                                         |
| piano :                               | 松任谷正隆                              |
|                                       |                                         |
| (4) ロックン・ロール・マーチ (Take 1) |                                         |
| drums :                               | 林立夫                                  |
| bass :                                | 細野晴臣                                |
| guitar :                              | 鈴木茂                                  |
| piano :                               | 佐藤博                                  |
| ロックン・ロール・マーチ (Take 2)     |                                         |
| drums :                               | 林立夫                                  |
| bass :                                | 細野晴臣                                |
| guitar :                              | 鈴木茂                                  |
| piano :                               | 佐藤博                                  |
| (overdub)                             |                                         |
| horns :                               | 稲垣セクション                          |
| piano :                               | 松任谷正隆                              |
| brass band :                          | 福生45鼓笛隊                            |
| chorus :                              | 瑞穂リトル・リーグ                      |
|                                       |                                         |
| (5) ハンド・クラッピング・ルンバ      |                                         |
| drums :                               | 上原裕                                  |
| bass :                                | 細野晴臣                                |
| guitar :                              | 伊藤銀次                                |
| piano :                               | 佐藤博                                  |
| (overdub)                             |                                         |
| horns :                               | 稲垣セクション                          |
| percussions :                         | 南部半九郎                              |
|                                       |                                         |
| (6) 恋はメレンゲ                      |                                         |
| drums :                               | 林立夫                                  |
| bass :                                | 細野晴臣                                |
| guitar :                              | 鈴木茂                                  |
| piano :                               | 佐藤博                                  |
| (overdub)                             |                                         |
| horns :                               | 稲垣セクション                          |
| pianica, banjo, organ :               | 松任谷正隆                              |
| pianica helper :                      | ツンナー矢崎                            |
| percussions :                         | 南部半九郎                              |
| chorus :                              | ザ・キングトーンズ                      |
|                                       |                                         |
| (7) 福生ストラット（パートII）        |                                         |
| drums :                               | 林立夫                                  |
| bass :                                | 細野晴臣                                |
| guitar :                              | 鈴木茂                                  |
| piano :                               | 佐藤博                                  |
| (overdub)                             |                                         |
| horns :                               | 稲垣セクション                          |
|                                       |                                         |
| (8) シャックリ・ママさん              |                                         |
| drums :                               | 林立夫                                  |
| bass :                                | 細野晴臣                                |
| guitar :                              | 鈴木茂                                  |
| wurlitzer :                           | 佐藤博                                  |
|                                       |                                         |
| (9) 楽しい夜更し                      |                                         |
| drums :                               | 上原裕                                  |
| bass :                                | 細野晴臣                                |
| guitar :                              | 伊藤銀次                                |
| piano :                               | 佐藤博                                  |
| (overdub)                             |                                         |
| horns :                               | 稲垣セクション                          |
| chorus :                              | 多羅尾 & chelsea                        |
|                                       |                                         |
| (10) いつも夢中                       |                                         |
| chorus :                              | ザ・キングトーンズ                      |
|                                       |                                         |
| (11) 朝からゴキゲン                   |                                         |
| drums :                               | 林立夫                                  |
| bass :                                | 細野晴臣                                |
| piano & wurlitzer :                   | 今井裕                                  |
| rhythm box :                          | Guyatone                                |
|                                       |                                         |
| (12) ジダンダ (unissued)              |                                         |
| drums :                               | 上原裕                                  |
| bass :                                | 田中章弘                                |
| guitar :                              | 伊藤銀次                                |
| piano :                               | 松任谷正隆                              |
|                                       |                                         |
| (13) 夜の散歩道                       |                                         |
| drums :                               | 林立夫                                  |
| bass :                                | 細野晴臣                                |
| steel :                               | 駒沢裕城                                |
| piano :                               | 松任谷正隆                              |
|                                       |                                         |
| (14) ナイアガラ・ムーン               |                                         |
| drums :                               | 上原裕                                  |
| bass :                                | 寺尾次郎                                |
| guitar :                              | 村松邦男                                |
| steel :                               | 駒沢裕城                                |
| rhythm box :                          | Guyatone                                |
| (Overdub)                             |                                         |
| strings :                             | unknown                                 |
| piano :                               | 松任谷正隆                              |
| niagara sound creators                |                                         |
|                                       | 山下達郎 & 助川健、 前島邦明 & 内藤哲也 |

| 《Re-Mastering Data》                                                |
| A/D Transfers by 中里正男 at ONKIO HAUS, Ginza, Novermber 30 2004    |
| D/D Transfers by 内藤哲也 at Sony Music Studios Tokyo, December 2004 |
| Mastering by 笛吹銅次 at Fussa 45 Studio, Fussa, January 2005        |
|                                                                      |
| Director : 城田雅昭 (Sony Records)                                   |
| Technical Advisor : 柿崎景二 (Sony Music Studios Tokyo)              |
| Sound Advisor : Satchimo部長 (chibi-chan)                            |
| Photo Assistants : gucci & chigusa                                   |
|                                                                      |
| Producer : 大瀧詠一 (The Niagara Enterprises)                        |
|                                                                      |

| 《Recording Data 1975》 |                                                     |
| Jan.24                  | <Cider'75> at Mouri studio                          |
| Jan.26-31               | Fussa Sessions I〜IV                                |
| Feb.1                   | <Cider'75> overdub at Sony studio、Roppongi         |
| Feb.2                   | <お先にどうぞ> at Toshiba Studio                    |
| Feb.4-7                 | Fussa Sessions VII〜X                               |
| Feb.11                  | ハックルバック・コンサート at 目黒区民会館          |
| Feb.14                  | <お先にどうぞ> Dub at ONKIO HAUS                    |
| Feb.18                  | <お先にどうぞ> Mix at ONKIO HAUS                    |
| Feb.20-22               | Fussa Dubs                                          |
| Mar.2                   | 『SONGS』 Mastering at Sony studio, Roppongi        |
| Mar.2-6                 | Fussa Dubs                                          |
| Mar.29                  | 文京公会堂                                          |
| Apr.4                   | 大阪厚生年金会館                                    |
| Apr.5                   | 名古屋市公会堂                                      |
| Apr.7-9                 | Fussa Dubs                                          |
| Apr.11-13               | Fussa Dubs                                          |
| Apr.18                  | <クリネックス・ティシュー> at ONKIO HAUS            |
| Apr.21-23               | Fussa Dubs, ザ・キングトーンズ                      |
| Apr.25                  | 『SONGS』 On Sale!                                  |
| May.1-5                 | 『NIAGARA MOON』 Mix-Downs at Sony Studio, Roppongi |

## リリース履歴
| #  | 発売日                                         | リリース                         | 規格                   | 品番                        | 備考 |
| -- | ---------------------------------------------- | -------------------------------- | ---------------------- | --------------------------- | --- |
| 1  | 1975年5月30日                                  | NIAGARA ⁄ ELEC                   | LP                     | NAL-0002 (NGLP-503,504-OT)  | レーベル記載の曲名がすべて日本語。 |
| 2  | 1976年10月25日                                 | NIAGARA ⁄ COLUMBIA               | LP                     | LQ-7020-E (NGLP-503,504-OT) | レーベル記載の曲名のいくつかが英語に変更され、曲順がA、B面通し番号になった。また、「いつも夢中」のタイトルが「君に夢中」になる。表ジャケットがつや消しに変更。裏ジャケットの写真が差し替えられたが、大滝が着用しているシャツは同じ（以降も同）。                                                                                  |
| 3  | 1976年10月25日                                 | NIAGARA ⁄ COLUMBIA               | CT                     | CAK-1238-E                  | |
| 4  | 1981年4月1日                                   | NIAGARA ⁄ CBS/SONY               | LP                     | 27AH 1241 (NGLP-503,504-OT) | 裏ジャケットの写真が変わる。イエロー・レーベルに変更。曲解説が省略され、歌詞カードのみ付属。 |
| 5  | 1981年4月1日                                   | NIAGARA ⁄ CBS/SONY               | CT                     | 27KH 961                    | |
| 6  | 1981年12月2日                                  | NIAGARA ⁄ CBS/SONY               | LP                     | 00AH 1382                   | 『NIAGARA VOX』(9LP:00AH 1381-9)の中の一枚。 |
| 7  | 1986年6月1日                                   | NIAGARA ⁄ CBS/SONY               | CD                     | 00DH 402                    | 『NIAGARA CD BOOK I』(8CD:00DH 401-8)の中の一枚。 |
| 8  | 1986年6月1日                                   | NIAGARA ⁄ CBS/SONY               | CD                     | 32DH 502                    | 『NIAGARA CD BOOK I』からの単独発売。 |
| 9  | 1995年3月24日                                  | NIAGARA ⁄ Sony Music Records     | CD                     | SRCL 3216 (NGCD-2-OT)       | オリジナル・マスターによるCD化、ボーナス・トラック6曲収録。裏ジャケットの写真が変わり、背後のシングル盤がすべて値段の高いナイアガラ・レーベルのものだけになる。 |
| 10 | 2005年3月21日                                  | NIAGARA ⁄ Sony Music Records     | CD                     | SRCL 5004                   | - 『NIAGARA MOON -30th Anniversary Edition-』 - 新規リマスター音源、ボーナス・トラック14曲収録。裏ジャケットの写真が変わる。 |
| 11 | 2011年3月21日                                  | NIAGARA ⁄ Sony Music Records     | CD                     | SRCL 7501                   | 『NIAGARA CD BOOK I』(12CD:SRCL 7500-11)の中の一枚、新規リマスター音源。 |
| 12 | - 2013年3月20日 - 2013年7月2日 - 2014年1月10日 | NIAGARA ⁄ Sony Music Records     | デジタル・ダウンロード | -                           | 通常音質（全12曲：AAC 128/320kbps） |
| 13 | 2015年7月29日                                  | NIAGARA ⁄ Sony Music Labels Inc. | 2CD                    | SRCL 8712-3                 | - 『NIAGARA MOON -40th Anniversary Edition-』 - 1995年、大瀧本人の手による未発表リミックス音源を当初の構想にあった曲順で収録したディスク1と、1977年のライブ音源と、未発表のプレゼンテーション用ラフ・ミックスを収録したディスク2の2枚組。「君に夢中」のタイトルがエレック盤オリジナルLPと同じ「いつも夢中」に戻る。               |
| 14 | 2015年7月29日                                  | NIAGARA ⁄ Sony Music Labels Inc. | 2LP                    | SRJL 1092-93                | - 『NIAGARA MOON -40th Anniversary Edition-』 - 1975年のオリジナル・ミックスを使用したオリジナル・フォーマットによるディスク1と、1995年の未発表リミックス音源を、75年のエレック盤表4に表記されていた当初の構想曲順で収録したディスク2による、重量盤180g仕様の2枚組LP。「君に夢中」のタイトルが、ディスク2は「いつも夢中」になる。 |
| 15 | 2025年4月23日                                  | NIAGARA ⁄ Sony Music Labels Inc. | LP                     | SRJL 1177【完全生産限定盤】 | - 『NIAGARA MOON 50th Anniversary Edition』 - オリジナル・フォーマットでのアナログ・リイシュー。オリジナル・エレック盤の歌詞カードを復刻封入。ディスクはグリーンのカラーディスク仕様。 |